# Ronde van Slovenië 2005
De Ronde van Slovenië 2005 (Sloveens: "Dirka po Sloveniji 2005") werd verreden van donderdag 9 juni tot en met zondag 12 juni in Slovenië. Het was de twaalfde editie van de rittenkoers, die in 2005 deel ging uitmaken van de UCI Europe Tour (categorie 2.1). De ronde telde vier etappes, en begon in Ptuj.

## Klassementsleiders
| Etappe      | Winnaar            | Algemeen           | Punten          | Berg               | Jongeren        | Ploegen                    |
| ----------- | ------------------ | ------------------ | --------------- | ------------------ | --------------- | -------------------------- |
| 1           | Ruggero Marzoli    | Ruggero Marzoli    | Ruggero Marzoli | Wolfgang Murer     | Simon Špilak    | Rabobank                   |
| 2           | Marco Marcato      | Ruggero Marzoli    | Ruggero Marzoli | Matej Stare        | Marco Marcato   | Team Androni Giocattoli-3C |
| 3           | Przemysław Niemiec | Przemysław Niemiec | Ruggero Marzoli | Fraser MacMaster   | Janez Brajkovič | Miche                      |
| 4           | Boštjan Mervar     | Przemysław Niemiec | Ruggero Marzoli | Przemysław Niemiec | Janez Brajkovič | Miche                      |
| Eindstanden | Eindstanden        | Przemysław Niemiec | Ruggero Marzoli | Przemysław Niemiec | Janez Brajkovič | Miche                      |

## Etappe-uitslagen

### 1e etappe
| Ptuj – Ptuj (160 km) |                 |                            |            |
| Plaats               | Naam            | Ploeg                      | Tijd       |
| Winnaar              | Ruggero Marzoli | Acqua & Sapone-Adria Mobil | 3u 53' 32" |
| 2                    | Juan Magallanes | Team Androni Giocattoli    | z.t.       |
| 3                    | Uroš Murn       | Sloveens Nationaal Team    | z.t.       |

### 2e etappe
| Medvode – Villach/Beljak (171 km) |                 |                            |            |
| Plaats                            | Naam            | Ploeg                      | Tijd       |
| Winnaar                           | Marco Marcato   | Team Androni Giocattoli    | 4u 20' 45" |
| 2                                 | Ruggero Marzoli | Acqua & Sapone-Adria Mobil | z.t.       |
| 3                                 | Juan Magallanes | Team Androni Giocattoli    | z.t.       |

### 3e etappe
| Tarvisio/Trbiž – Vršic (133 km) |                    |                           |            |
| Plaats                          | Naam               | Ploeg                     | Tijd       |
| Winnaar                         | Przemysław Niemiec | Miche                     | 3u 40' 02" |
| 2                               | Fortunato Baliani  | Ceramica Panaria-Navigare | +00' 26"   |
| 3                               | Radoslav Rogina    | Tenax-Nobili Rubinetterie | +00' 29"   |

### 4e etappe
| Šentjernej – Novo mesto (147 km) |                 |                            |            |
| Plaats                           | Naam            | Ploeg                      | Tijd       |
| Winnaar                          | Boštjan Mervar  | Perutnina Ptuj             | 3u 40' 24" |
| 2                                | Ruggero Marzoli | Acqua & Sapone-Adria Mobil | z.t.       |
| 3                                | Jure Kocjan     | Radenska Rog               | z.t.       |

## Eindklassementen

### Algemeen klassement
| Ronde van Slovenië 2005 |                    |                           |           |
| Plaats                  | Naam               | Ploeg                     | Tijd      |
| Gele trui               | Przemysław Niemiec | Miche                     | 15u34'33" |
| 2                       | Fortunato Baliani  | Ceramica Panaria-Navigare | +00' 30"  |
| 3                       | Radoslav Rogina    | Tenax-Nobili Rubinetterie | +00' 35"  |
| 4                       | Raffaele Ferrara   | Team Androni Giocattoli   | +00' 50"  |
| 5                       | Janez Brajkovič    | KRKA-Adria Mobil          | +00' 54"  |
| 6                       | Valter Bonča       | Sava                      | +00' 55"  |
| 7                       | Mitja Mahorič      | Perutnina Ptuj            | +00' 59"  |
| 8                       | Robert Kišerlovski | KRKA-Adria Mobil          | +01' 02"  |
| 9                       | Sławomir Kohut     | Miche                     | +01' 09"  |
| 10                      | Matija Kvasina     | Perutnina Ptuj            | +01' 13"  |

### Puntenklassement
| Ronde van Slovenië 2005 |                 |                            |        |
| Plaats                  | Naam            | Ploeg                      | Punten |
| Blauwe trui             | Ruggero Marzoli | Acqua & Sapone-Adria Mobil | 65     |
| 2                       | René Weissinger | Team Volksbank             | 42     |
| 3                       | Marco Marcato   | Team Androni Giocattoli    | 37     |

### Bergklassement
| Ronde van Slovenië 2005 |                    |                |        |
| Plaats                  | Naam               | Ploeg          | Punten |
| Bolletjestrui           | Przemysław Niemiec | Miche          | 15     |
| 2                       | Fraser Mac Master  | Team Volksbank | 11     |
| 3                       | Matej Stare        | Perutnina Ptuj | 10     |

### Jongerenklassement
| Ronde van Slovenië 2005 |                    |                  |           |
| Plaats                  | Naam               | Ploeg            | Tijd      |
| Witte trui              | Janez Brajkovič    | KRKA-Adria Mobil | 15u35'27" |
| 2                       | Robert Kišerlovski | KRKA-Adria Mobil | +01' 02"  |
| 3                       | Miha Švab          | KRKA-Adria Mobil | +00' 35"  |

1993 · 1994 · 1995 · 1996 · 1997 · 1998 · 1999 · 2000 · 2001 · 2002 · 2003 · 2004 · 2005 · 2006 · 2007 · 2008 · 2009 · 2010 · 2011 · 2012 · 2013 · 2014 · 2015 · 2016 · 2017 · 2018 · 2019 · 2020 · 2021 · 2022 · 2023 · 2024